# Fejervarya sakishimensis
Fejervarya sakishimensis ist eine Amphibienart aus der Ordnung der Froschlurche. Sie gehört zum Komplex um Fejervarya limnocharis.

## Beschreibung
Fejervarya sakishimensis

Link zum Bild

Fejervarya sakishimensis ist eine große Art aus dem Komplex um Fejervarya limnocharis. Die Kopf-Rumpf-Länge beträgt bei Weibchen 49 bis 69 Millimeter und bei Männchen 45 bis 56 Millimeter. Von Fejervarya limnocharis unterscheidet sich die Art durch eine größere Länge des Abstandes vom ersten Zeh zum inneren metatarsalen Tuberkel sowie im Verhältnis zur Kopf-Rumpf-Länge kleinerem Kopf, Tibien, Augen und Abstand zwischen den Nasenlöchern. Unterschiede zu Fejervarya multistriata sind das größere Tympanum, der breitere Kopf, Merkmale der Augen sowie längere Vordergliedmaßen und erste Zehen. Verglichen mit Fejervarya iskandari sind Kopf, Tibien und Hintergliedmaßen kürzer.
Die Gelege bestehen aus 3300 bis 3800 Eiern. Die Eier haben einen Durchmesser von 1,2 bis 1,4 Millimeter. Die Kaulquappen sind ausgewachsen vom Kopf bis zum Schwanzende 32 Millimeter lang. Die Zahnformel lautet 2(2)/3(1–2). Bei der Metamorphose beträgt die Kopf-Rumpf-Länge ungefähr 13 Millimeter.
Die Chromosomenzahl beträgt 2n = 26. Davon sind 5 der Chromosomenpaare groß und 8 klein. Die Chromosomenpaare 4, 8 und 11 sind submetazentrisch während die übrigen metazentrisch sind.

## Vorkommen und Lebensweise
Die Art kommt auf den meisten der südlichen Ryūkyū-Inseln vor. Darüber hinaus wurde sie auf drei Inseln der Daito-Gruppe angesiedelt. Lebensraum von Fejervarya sakishimensis sind Feuchtgebiete, Gräben und Bäche, Reis-Felder und Grünland mit zeitweiligen Wasserflächen in der Ebene. Auf den beiden Inseln Ishigaki-jima und Iriomote-jima kommt sie auch in der montanen Stufe vor, wo sie auf Waldböden in hoher Dichte angetroffen werden kann.
Die Laichzeit reicht von April bis August. Die Eier werden in unterschiedliche stehende Gewässer wie Reisfelder, Teiche und Regenpfützen abgelegt. Der Laich wird in kleineren oder größeren Mengen an krautigen Pflanzen befestigt. Die Metamorphose der Kaulquappen findet von Mai bis August statt.
Die Art ist mit den Froschlurchen Bufo gargarizans miyakonis Okada, 1931, Odorrana supranarina (Matsui, 1994), Odorrana utsunomiyaorum (Matsui, 1994), Nidirana okinavana (Boettger, 1895), Rhacophorus owstoni (Stejneger, 1907), Buergeria japonica (Hallowell, 1861) und Microhyla okinavensis Stejneger, 1901 zusammen anzutreffen.
Fressfeinde sind die Schlangen Hebius concelarus, Hebius ishigakiensis, Dinodon rufozonatum walli und die Sakishima-Habu, der Skink Plestiodon kishinouyei, die beiden Vögel  Haubenschlangenadler (Spilornis cheela perplexus) und Dickschnabelkrähe (Corvus macrorhynchos) sowie die Iriomote-Katze (Prionailurus iriomotensis).

## Status
Die Art wird von der IUCN Stand 2021 als nicht gefährdet (least concern) eingestuft.

## Etymologie
Der Artname Fejervarya sakishimensis leitet sich von Sakishima ab, einem alten japanischen Namen für die südlichen Ryukyu-Inseln.

## Belege
- Masafumi Matsui, Mamoru Toda, Hidetoshi Ota: A New Species of Frog Allied to Fejervarya limnocharis from the Southern Ryukyus, Japan (Amphibia: Ranidae). Current Herpetology 26(2):65-79. 2007 doi:10.3105/1881-1019(2007)26[65:ANSOFA]2.0.CO;2